# Ľubeľa
Ľubeľa és un poble i municipi d'Eslovàquia que es troba a la regió de Žilina, al centre-nord del país.

## Història
La primera menció escrita de la vila es remunta al 1278.

## Demografia
| Godina             | 1994 | 2004   | 2014   | 2024   |
| ------------------ | ---- | ------ | ------ | ------ |
| Nombre de persones | 1162 | 1088   | 1119   | 1192   |
| Diferència         |      | −6,36% | +2,84% | +6,52% |

| Godina             | 2023 | 2024 |
| ------------------ | ---- | ---- |
| Nombre de persones | 1192 | 1192 |
| Diferència         |      | +0%  |